# Olsynium junceum
Olsynium junceum là một loài thực vật có hoa trong họ Diên vĩ. Loài này được (E.Mey. ex C.Presl) Goldblatt miêu tả khoa học đầu tiên năm 1990.